# Tournefortia caribaea
Tournefortia caribaea är en strävbladig växtart som först beskrevs av A. Dc., och fick sitt nu gällande namn av August Heinrich Rudolf Grisebach. Tournefortia caribaea ingår i släktet Tournefortia och familjen strävbladiga växter. Inga underarter finns listade i Catalogue of Life.